# 宁错
宁错（藏語：སྙིང་མཚོ།，威利转写：snying mtsho，THL：Nying Tso）位于中国西藏自治区西部阿里地区改则县境内，地处改则县东部，湖面海拔5037米，湖长4.3公里，最大宽3公里，平均宽1.8公里，面积7.9平方公里。